# Barry & Stuart
Barry & Stuart es un dúo de ilusionistas formado por los escoceses Barry Jones y Stuart McLeod. Ambos magos actualmente protagonizan la serie The Happenings emitida en National Geographic Channel, después de adquirir fama mundial en la serie de televisión británica The Magicians. La pareja es conocida por mezclar trucos de magia con situaciones cómicas y emplear citas bíblicas y fenómenos paranormales como base en sus actuaciones.

## Biografía
Barry Jones nació el 16 de abril de 1982 en Aberdeen, Escocia. Stuart McLeod también nació en la misma ciudad, aunque dos años antes: el 4 de julio de 1980; sin embargo, se crio en Peterhead, al norte del consejo de Aberdeenshire. Stuart se quedó en Escocia donde estudió filosofía y psicología en la Universidad de Aberdeen, mientras que Barry viajó hacia Londres para estudiar ciencias de la computación.
Ambos se conocieron en Aberdeen en 1994, y empezaron a subir juntos pequeños sketchs a Internet en donde mezclaban trucos de magia con comedia. En 2003, una compañía de televisión decidió contratarles y el 5 de octubre comenzó la emisión de su primer programa, titulado Magick. El programa tuvo tal acogida que fue nominado a la Rose d'Or celebrada en Montreux en 2004.
Después de llevar un pequeño programa de televisión titulado Dirty Tricks, aparecieron en varios especiales relacionados con la figura de Jesucristo, entre ellos "The Magic of Jesus", "Tricks from the Bible" y "Tricks from the Bible" del Channel 4. Tal fue el éxito cosechado en el programa que recibieron en 2009 el premio a "Mejor ilusionista cómico" en el World Magic Awards.
Entre 2008 y 2011 Jones y McLeod realizaron un tour por todo el Reino Unido, actuando en el Festival de Edimburgo y en el Edinburgh Fringe. Finalmente, en enero de 2011 se unieron al elenco principal de The Magicians, serie de televisión en donde diferentes magos ayudan a actores, músicos o artistas a realizar diversos trucos de magia. Chris Tarrant, Adrian Edmonson o David Hasselhoff fueron algunos de los invitados. Tras estar dos temporadas en el programa, éste fue cancelado por la BBC por los bajos índices de audiencia.
En abril de 2014, National Geographic Channel presentó "The Happenings", traducido al español como "¿Te lo crees?", en donde Barry y Stuart visitarían distintas ciudades británicas y estadounidenses tratando de inculcar falsas historias de encuentros paranormales o extraterrestres en los habitantes de la región mediante trucos de magia.